# Dušníky
Dušníky település Csehországban, a Litoměřicei járásban. Dušníky Roudnice nad Labem, Přestavlky, Nové Dvory és Budyně nad Ohří településekkel határos. Lakosainak száma 459 fő (2024. január 1.).

## Népesség
A település lakosságának változását az alábbi diagram mutatja:
| Lakosok száma | 298  | 335  | 403  | 315  | 271  | 293  | 418  | 440  | 438  | 459  |
|               | 1869 | 1890 | 1921 | 1950 | 1980 | 2001 | 2017 | 2019 | 2022 | 2024 |